# Soushen Ji
Soushen Ji (Em Busca do Sobrenatural) é uma coleção chinesa de lendas, contos curtos e boatos sobre deuses chineses, fantasmas chineses e outros fenômenos sobrenaturais. Acredita-se que tenha sido escrito e compilado por Gan Bao, um historiador na corte do imperador Yuan da dinastia Jin, por volta do ano 350 d.C. O livro geralmente consiste de quatrocentos e sessenta e quatro histórias.

## Histórias
As histórias do Soushen Ji são variadas e envolvem deuses, fantasmas, imortais, demônios, animais mágicos e outros fenômenos estranhos. Algumas histórias notáveis incluem:
- Gan Jiang Mo Xie (干將莫邪) – sobre dois famosos ferreiros que criaram espadas mágicas;
- Wu Wang Xiao Nü (吳王小女) – sobre uma princesa que se casou com um dragão;
- Li Ji Zhan She (李寄斬蛇) – sobre uma mulher que matou uma serpente gigante, semelhante à lenda de Chen Jinggu;[2][3][4][5][6]
- Han Bing Fufu (韓憑夫婦) – sobre um casal que se comunicava com o espírito de seu filho morto.

A coleção também contém várias histórias de uma donzela-cisne (ou noiva celestial) que se casou com um homem mortal.

## Legado
O legado do Soushen Ji é grande na literatura chinesa, especialmente no gênero de Zhiguai xiaoshuo, que são histórias sobre eventos extraordinários e sobrenaturais. A coleção foi uma das primeiras e mais influentes obras desse gênero, e inspirou muitos outros escritores posteriores, como Pu Songling, que elogiou o trabalho de Gan Bao como superior ao seu próprio, o famoso Liaozhai Zhiyi. O Soushen Ji também reflete a cultura e a religião chinesas da época, mostrando as crenças e as práticas sobre deuses, fantasmas, imortais, destino, reencarnação e moralidade